# Iosif de Calasanz
Iosif de Calasanz (n. 11 septembrie 1556, Peralta de la Sal⁠(d), Aragon, Spania – d. 25 august 1648, Roma, Statele Papale) a fost un preot romano-catolic spaniol, întemeietorul ordinului piarist. Calasanz a fondat prima școală creștină populară. Ca pedagog, într-o epocă în care educația era destinată aproape exclusiv membrilor familiilor înstărite, Iosif de Calasanz a fost un pionier al educației publice accesibile tuturor.

## Biografie
José Calasanz s-a născut în Peralta de la Sal, o mică localitate situată în regatul Aragón, în prezent provincia Huesca, în anul 1556 sau 1557. José a fost fiul lui Pedro de Calasanz (primarul orașului) și al Mariei Gastón. A fost ultimul dintre opt frați și surori. La doisprezece ani, José și-a părăsit satul și s-a dus să studieze în Estadilla, la aproximativ 20 km distanță. A făcut studii umaniste la colegiul Trinitarilor, o școală de limba latină. José era un tânăr studios, responsabil, generos și cu mare dragoste de oameni, care i-a permis să aibă mulți prieteni printre tovarășii de învățătură.
Când a împlinit paisprezece ani, José de Calasanz, a luat hotărârea de a deveni preot. Dăruirea, generozitatea lui, dorința lui de a ajuta pe alții, erau însoțite de o puternică și vie credință în Dumnezeu, intensificate de exemplu și educația primite în familie. A studiat filosofia și dreptul canonic la Universitatea din Lérida (1571-1576), și de teologie la Universitatea din Valencia (1578-1579) și din Alcalá de Henares.
Într-un prim moment, nu a primit aprobarea tatălui, deoarece, murind fratele mai mare al lui José, tatăl său a crezut că acesta se va ocupa de averea familiei.
El a fost hirotonit preot în anul 1583, la vârsta de 25 de ani. Sfătuit de episcopul de Urgell, Andrés Capilla, Calasanz făcu o călătorie la Roma, în 1591, unde fu preceptor al familiei Colonna. Înainte ca José să împlinească 6 ani de ședere în Roma, râul Tibru se revărsă, provocând cele mai dezastruoase inundații ale secolului. Ca urmare a acestui fapt, au fost mai mult de două mii de morți și sute de familii sărace au rămas fără adăpost și fără hrană. Calasanz, cu mare probitate, a participat neobosit la operațiile de ajutorare a sinistraților.
În acest scop, s-a alăturat unei frății, un grup de oameni care se dedicau ajutorării celor bolnavi, și începe să meargă prin cartiere. Aici a fost frapat de vederea a atât de mulți copii fără școală din lipsă de mijloace financiare și a început să mediteze la crearea unei școli gratuite, deschisă tuturor copiilor, în special celor mai nevoiași. El a făcut această propunere autorităților bisericești și creștinilor bogați. Însă toți l-au refuzat.
Calasanz nu s-a lăsat descurajat și a decis să se arunce singur în această aventură. A cerut să i se dea o veche sacristie într-o parohie dintr-un cartier sărac al Romei și, astfel, în parohia Santa Dorotea, a început în 1597 prima școală liberă din Europa, cu un nume foarte cunoscut mai târziu: Escuela Pía (rom.) Școala Pioasă.
Elevii, puțini la început, nu aveau banii necesari pentru a cumpăra materialele școlare. Calasanz și-a folosit în acest scop puținii bani primiți pentru munca sa pe lângă cardinalul Colonna. Cu ajutorul altor profesori tineri, contaminați de entuziasmul său, Calasanz și-a dedicat, începând din acel moment, toată viața unei singure idei: să deschidă tuturor ușile Școlii. Ideea novatoare introdusă de José de Calasanz este de a preda în săli de clasă cu elevi numeroși, pentru că, până la acel moment, educația era limitată la grupuri mici de copii de oameni bogați, de către un tutore. Ulterior ideea a fost urmată și de alți fondatori și, în cele din urmă, în fiecare țară de către stat, ca o răspundere a acestuia.
El a murit la vârsta de 92 de ani, la 25 august 1648, la Roma.

## Opera

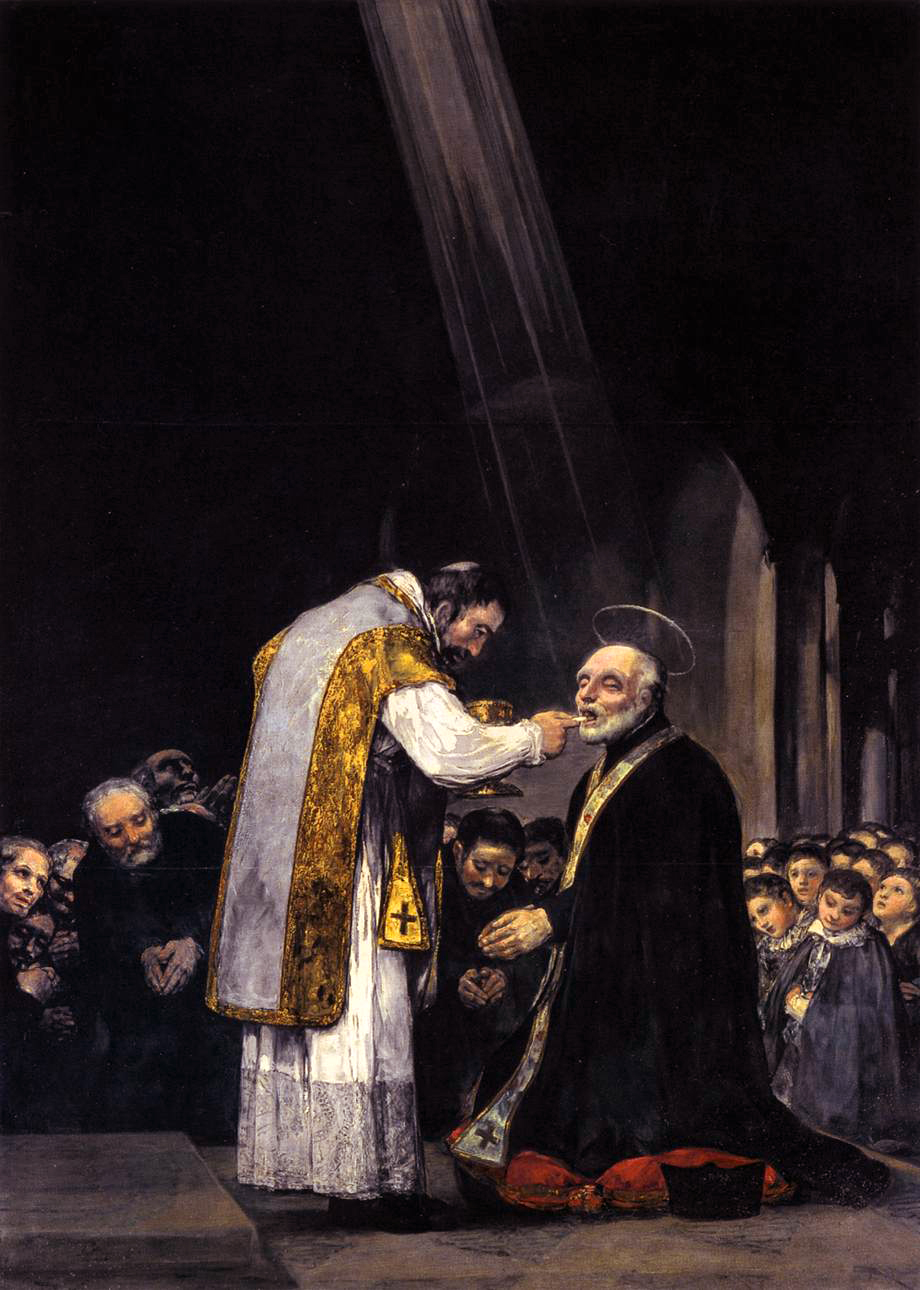
Ultima comuniune a Sf. José de Calasanz, Francisco de Goya y Lucientes. 1814. (Muzeul de Reședinței Calasanz, Madrid).

José de Calasanz este unul din precursorii de pedagogiei moderne, deși nu a scris o lucrare strict monografică pe acest subiect, dar și-a răspândit teoria sa despre educație într-un număr de scrisori și regulamente de natură practică. A creat, organizat și sistematizat învățământul pe niveluri și cicluri în învățământul primar și de formare profesională. Deși, uneori, mai era și câte o clasă de copii mici, în general, școlarizarea începea la vârsta de șase ani, parcurgându-se 9 clase, în ordine descrescătoare. În clasa a noua (adică clasa I la noi), copiii începeau citirea după metoda silabică și cartoane mari, care permiteau predarea colectivă. În clasa a opta (clasa a II-a la noi) învățau să citească fluent. Școlarii făceau citiri individuale cu învățătorul și se corectau între ei. Cursurile durau două ore și jumătate dimineața și tot atâta după-amiaza. La fiecare patru luni avea loc un examen general în toate școlile. Dacă evaluarea era pozitivă, elevul era admis în clasa superioară. Profesorii trebuiau să completeze trei registre: cel matricol, cel de prezență și cel cu calificativele.. Ei trebuiau să-și pregătească lecțiile și să fie în sălile de curs înainte de sosirea elevilor. După ore, profesorii însoțeau elevii până la casele lor. Elevii învățau să citească, fie în limba latină, fie în limba poporului. Calasanz a menținut limba latină, dar a fost un mare susținător al limbii autohtone; în aceasta din urmă erau scrise cărțile de școală, chiar și cele destinate predării limbii latine. În acest privință, era mai avansat decât alți autori din epocă, inclusiv Comenius, care trecea drept mare apărător al limbii naționale, dar și-a scris cărțile în limba latină. În clasa a șasea (clasa a IV-a la noi), elevii stăpâneau bine citirea, așa că atunci când ajungeau în clasa a cincea (clasa a V-a de la noi), erau împărțiți în două secțiuni: prima secțiune de matematică pentru elevii care au vrut să învețe o meserie, iar cea de-a doua de gramatică pentru cei care au vrut să-și continue studiile filologice. Elevii de la ambele secțiuni urmau încă lecții în comun în orele de scriere, cu accent pe caligrafie.
În prezent, școlile numite mai târziu piariste, fondate de Calasanz, sunt răspândite în întreaga lume. Piariștii au colegii în Africa în Camerun, Coasta de Fildeș, Guineea Ecuatorială, Gabon, Senegal.  În America: Costa Rica, Nicaragua, Mexic, Puerto Rico,Republica Dominicană, Cuba, Statele Unite, Argentina, Bolivia, Brazilia, Chile, Columbia, Ecuador și Venezuela. În Asia au școli în Filipine, Japonia și India, iar în Europa: Austria, Slovacia, Spania, Franța, Ungaria, Italia, Polonia, Republica Cehă și România. 
Mai multe Congregații religioase i-au urmat carisma, între ele fiind și las escolapias (școlile piariste), fondate de Paula Montal, las calasancias: Surorile de la Școlile Creștine din Vorselaar, Institutul Cavanis, Institutul Provolo, Padres de Timón David, Kalazantiner, Congregația Fiicelor Sărace al lui Santo José de Calasanz, aceasta din urmă fiind fundată de recent beatificata Celestina Donati.